# ヨハン・アダム・アンドレアス
ヨハン・アダム・アンドレアス（Johann Adam Andreas von Liechtenstein, 1662年8月16日 - 1712年6月16日）は、ボヘミアのリヒテンシュタイン侯（在位：1684年 - 1712年）。リヒテンシュタイン侯爵家の3代目の当主で、1699年に現在のリヒテンシュタイン侯国を構成する所領を購入した。ハンス・アダム1世（Hans Adam I.）と呼ばれることもある。

## 生涯
リヒテンシュタイン公カール・オイゼビウスとその妻のヨハンナ・ベアトリクス・フォン・ディートリヒシュタインの間の息子として生まれた。両親は実の叔父と姪の間柄だった。公爵家の当主になると、父の遺志を引き継いで公爵家の資産・所領の再編に取り組み、同時に財政の立て直しを進めた。1687年に神聖ローマ皇帝レオポルト1世により枢密顧問官に任じられ、1693年に金羊毛騎士団の騎士に列せられた。
家産の財政管理に優れた手腕を発揮したのみならず、皇帝家からもその財政手腕を高く評価されていた。ヨハン・アダムによる最大規模の計画は皇帝監房の組織管理体制の合理化だったが、皇帝は1699年に官房職員の反発を受けてヨハン・アダムの計画を退けてしまった。また個人経営の銀行としてウィーン預金振替銀行（Wiener Girobank）を創設し、1703年から1705年まで同銀行の総裁を務めたが、目ぼしい経済的成功は得られなかった。この失敗の後、ヨハン・アダムは経済の専門家としての名声を追うのをやめ、外交官としての活動に専念した。1707年、プレスブルクで開催されるハンガリー議会に皇帝政府の委員（Kommissar）として派遣されている。
1697年、同じシレジアに所領を持つエールス公ジルフィウス2世からモラヴィア北部のシュテルンベルクの所領と城を購入した。また1699年にスイス国境のシェレンベルクを、1712年にその南に位置するファドゥーツを購入した。後者の2つの所領はいわゆる帝国直属身分の荘園だったため、これにより1719年彼の後継者のアントン・フローリアンがリヒテンシュタイン家の当主としては初めて帝国議会の諸侯部会の議員席を与えられることになった。帝国議会の議員に列せられることは、代々のリヒテンシュタイン侯にとって長年の念願だった。シェレンベルクを入手する以前、彼（とその父祖）は神聖ローマ帝国の直属領内には1つも所領を持っていなかったため、帝国諸侯の称号を持ちながら帝国諸侯としての権限を持たなかったのである。
ヨハン・アダムは偉大な美術品収集家、慈善家としても有名である。現在のリヒテンシュタイン侯爵家の美術コレクションの中核をなす部分は、ヨハン・アダムの時代に蒐集されたものである。またヨハン・アダムはウィーン市内に2つの華麗な宮殿、リヒテンシュタイン市街宮殿とリヒテンシュタイン庭園宮殿を建設したことでも知られている。1862年、ウィーン市の第9区アルサーグルント地区は、ヨハン・アダムを記念してある通りをリヒテンシュタインシュトラーセ（Liechtensteinstraße）と命名した。また、同じく第9区に建つ庭園宮殿が面した横町フュルステンガッセ（Fürstengasse）も、間接的に彼に因んで命名されている。
2人の息子に先立たれたため、直系の後継者がいなかった。1712年に薨去した際、本来の相続人である又従弟のアントン・フローリアンとその息子はスペイン継承戦争に従軍中で不在だったため、アントンの甥のヨーゼフ・ヴェンツェルが一時的にリヒテンシュタイン家領の執政となった。ヨハン・アダムの遺骸はヴラナウにある一族の納骨堂に葬られた。

## 子女
1681年2月16日にウィーンにおいて、母方の叔父フェルディナント・ヨーゼフ・フォン・ディートリヒシュタイン侯爵の娘エルトムーテと結婚した。夫妻は間に7人の子女をもうけた。
- マリア・エリーザベト（1683年 - 1744年） - 1703年に同族のマクシミリアン2世・フォン・リヒテンシュタイン侯爵と結婚、1713年にシュレースヴィヒ＝ホルシュタイン＝ゾンダーブルク＝ヴィーゼンブルク公レオポルトと再婚
- ヨーゼフ・カール（1684年 - 1704年）
- マリア・アントニア（1687年 - 1750年） - 1703年にツゾボル・マールク伯爵と結婚、1731年にカール・ヒルツァーン・フォン・ハラス伯爵と再婚
- フランツ・ドミニク（1689年 - 1711年）
- ガブリエーレ（1692年 - 1713年） - 1712年、リヒテンシュタイン侯ヨーゼフ・ヨーハン・アダムと結婚
- マリア・テレジア・アンナ・フェリーツィタス（1694年 - 1772年） - 1713年、ソワソン伯エマニュエル・トマと結婚
- マリア・ドミニカ・マグダレーナ（1698年 - 1724年） - 1719年、ハインリヒ・ヨーゼフ・フォン・アウエルスペルク侯爵と結婚